# Miltogramma testaceifrons
Miltogramma testaceifrons is een vliegensoort uit de familie van de dambordvliegen (Sarcophagidae). De wetenschappelijke naam van de soort is voor het eerst geldig gepubliceerd in 1840 door von Roser.